# Рихтицька сільська рада
| Рихтицька сільська рада — орган місцевого самоврядування у Дрогобицькому районі Львівської області з адміністративним центром у с. Рихтичі. Історична дата утворення: в 1940 році. Водоймища на території, підпорядкованій даній раді: річка Бар. 7.5.1946 перейменували населені пункти Рихтицької сільської Ради: хутір Хатки-Клебанівка — на хутір Хатки, хутір Хатки-Нємка — на хутір Зелена Балка. Сільській раді підпорядковані населені пункти: - с. Рихтичі - с. Хатки |

## Склад ради
Рада складається з 20 депутатів та голови.

### Керівний склад ради
| ПІБ                           | Основні відомості                                                 | Дата обрання | Дата звільнення |
| ----------------------------- | ----------------------------------------------------------------- | ------------ | --------------- |
| Андрійчик Федір Станіславович | Сільський голова, 1952 року народження, освіта, безпартійний      | 26.03.2006   | 31.10.2010      |
| Андрійчик Федір Станіславович | Сільський голова, 1952 року народження, освіта вища, безпартійний | 31.10.2010   |                 |

Примітка: таблиця складена за даними джерела